# Arnold Hauser
Arnold Hauser (Temesvár, 8 maggio 1892 – Budapest, 28 gennaio 1978) è stato uno storico dell'arte ungherese attivo soprattutto in Gran Bretagna.

## Biografia
Sulla scorta delle ricerche della scuola storicistica e sociologica tedesca e della dottrina marxista di György Lukács, delineò una teoria dell'arte in cui i fenomeni artistici sono analizzati in stretta relazione con il loro contesto storico e sociale. In tal senso è avvicinabile al collega e connazionale Frederick Antal.
Insegnò Storia dell'arte a Vienna e Budapest, in Inghilterra all'Università di Leeds, negli Stati Uniti alla Brandeis University e all'Ohio State University.

## Pensiero
Respinse la teoria sull'autonomia dell'arte, a suo dire formata da fattori materiali interdipendenti tra loro. Per Hauser ogni società ha un suo specifico stile; ad esempio, la società aristocratica predilige uno stile rigido, tradizionalista; mentre una società come quella democratica ne preferisce elementi che siano più naturalistici possibili, un'arte più vicina alla città.

## Opere
- 1951 : Sozialgeschichte der Kunst und Literatur (trad. it. Storia sociale dell'arte, Torino, Einaudi, 1955).
- 1958 : Philosophie der Kunstgeschichte (trad. it. Le teorie dell'arte, Torino, Einaudi, 2001).
- 1964 : Der Manierismus. Die Krise der Renaissance und der Ursprung der modernen Kunst (trad. it. Il manierismo. La crisi del Rinascimento e la nascita dell'arte moderna, Torino, Einaudi, 1988).